# San Fratello
San Fratello (Latin: Apollonia), tên cũ là San Filadelfo, là một đô thị ở tỉnh Messina trong vùng Sicilia của Italia, có vị trí cách khoảng 110 km về phía đông của Palermo vào khoảng 90 km về phía tây của Messina. Tại thời điểm ngày 31 tháng 12 năm 2004, đô thị này có dân số 4.371 người và diện tích là 67,1 km².
San Fratello giáp các đô thị: Acquedolci, Alcara li Fusi, Caronia, Cesarò, Militello Rosmarino, Sant'Agata di Militello.